# تاديوس جرزيلاك
تاديوس جرزيلاك (بالبولندية: Tadeusz Grzelak)‏ (24 ديسمبر 1929 – 14 أكتوبر 1996) هو ملاكم بولندي راحل، مثّل بلاده في الألعاب الأولمبية الصيفية 1952.

## روابط خارجية
تاديوس جرزيلاك على موقع أوليمبيديا (الإنجليزية)
- تاديوس جرزيلاك على موقع اللجنة الأولمبية البولندية (مؤرشف) (البولندية)